# Collectanea ad botanicam
Collectanea ad botanicam (abreviado Collectanea (Jacquin)) es un libro ilustrado con descripciones botánicas que fue editado por el médico, biólogo y botánico holandés Nikolaus Joseph von Jacquin y publicado en 5 volúmenes en los años 1787-1796. Fue la continuación de Miscellanea Austriaca ad Botanicam.

## Publicaciones
- Volumen nº 1-1786;
- Volumen nº 2-1788;
- Volumen nº 3-1789;
- Volumen nº 4-1790;
- Volumen nº 5-1796